# 方峻
方峻（?—?），字景通，福建莆田人。
方廷範之後代。父方衡遷居白杜里。方峻與弟方嶠有大小金紫之譽。天圣八年（1030年）進士，授秘书郎，为建安县（今福建建瓯）主簿，景佑初年，累官福州左司理。皇祐中，以太常博士知句容縣。终官尚书职方郎。致仕居家，聚徒讲学，並鑿井湧泉，祈禱曰：“願子孫居官清白如此水。”喜藏書，有白杜藏書樓，藏書逾5萬卷。有子方子容、方元寀。